# Retrospective EPs
Retrospective EPs — мініальбом англійської групи Keane, який був випущений 5 грудня 2008 року.

## Композиції

### EP 1
1. Everybody's Changing — 3:37
2. Everybody's Changing — 3:31
3. Everybody's Changing — 3:36
4. Everybody's Changing — 4:11
5. Fly to Me — 6:19
6. Into the Light — 3:18

### EP 2
1. Sunshine — 4:08
2. Sunshine — 4:48
3. This Is the Last Time — 4:58
4. This Is the Last Time — 3:29
5. Maps — 4:52
6. Walnut Tree — 3:45
7. The Happy Soldier — 7:45

## Учасники запису
- Том Чаплін — вокал, гітара
- Тім Райс-Окслі — клавішні, бек-вокал
- Річард Г'юз — ударні
- Джессі Квін — бас, бек-вокал